# Hans Bieri
Hans Bieri (* 22. November 1932 in Bern) ist ein ehemaliger Schweizer Radrennfahrer und nationaler Meister im Radsport.

## Sportliche Laufbahn
Bieri war Cyclocrossfahrer. Von 1953 bis 1957 startete er als Berufsfahrer. Seine gesamte Karriere als Radprofi fuhr er für das Schweizer Radsportteam Tigra.
1953 gewann er im Querfeldeinrennen (heutige Bezeichnung Cyclosport) die nationale Meisterschaft vor Walter Böss. 1955 gewann er den Titel erneut vor Albert Meier. 1956 wurde er Vize-Meister hinter Hansruedi Dubach. 1955 holte er die Silbermedaille bei den UCI-Weltmeisterschaften im Querfeldeinrennen, dabei wurde er nur von André Dufraisse geschlagen. 1954 hatte er beim Sieg von Dufraisse die Bronzemedaille gewonnen. 1953 und 1956 belegte er jeweils den 4. Platz im Weltmeisterschaftsrennen.
Bieri bestritt auch Strassenrennen. So startete er in der heimischen Tour de Suisse. 1956 belegte er den 38. Rang in der Tour de Suisse.